# Vagab Kazibekov
Vagab Kazibekov –en ruso, Вагаб Казибеков– (7 de marzo de 1961) es un deportista soviético que compitió en lucha libre. Ganó tres medallas en el Campeonato Europeo de Lucha entre los años 1986 y 1990.

## Palmarés internacional
| Campeonato Europeo | Campeonato Europeo | Campeonato Europeo | Campeonato Europeo |
| Año                | Lugar              | Medalla            | Categoría          |
| ------------------ | ------------------ | ------------------ | ------------------ |
| 1986               | El Pireo (Grecia)  | Medalla de plata   | 82 kg              |
| 1989               | Ankara (Turquía)   | Medalla de oro     | 90 kg              |
| 1990               | Poznań (Polonia)   | Medalla de oro     | 90 kg              |